# كارلسباد (نيومكسيكو)
كارلسباد (بالإنجليزية: Carlsbad)‏ هي إحدى مدن ولاية نيومكسيكو في الولايات المتحدة الأمريكية.

## التركيبة السكانية
حدّد مكتب تعداد الولايات المتحدة بيانات التركيبة السكانية لكارلسباد في تعداد الولايات المتحدة. في ما يلي، التركيبة السكانية حسب تعدادي 2000 و2010.

### تعداد عام 2000
بلغ عدد سكان كارلسباد 25,625 نسمة بحسب تعداد عام 2000، وبلغ عدد الأسر 9,957 أسرة وعدد العائلات 6,951 عائلة مقيمة في المدينة. في حين سجلت الكثافة السكانية 314.2 نسمة لكل كيلومتر مربع (813.8/ميل2). وبلغ عدد الوحدات السكنية 11,421 وحدة بمتوسط كثافة قدره 140 لكل كيلومتر مربع (362.6/ميل2).
وتوزع التركيب العرقي للمدينة بنسبة 77.40% من البيض و2.20% من الأمريكيين الأفارقة و1.25% من الأمريكيين الأصليين و0.71% من الأمريكيين ذوي الأصول الآسيوية و0.08% من سكان جزر المحيط الهادئ و15.84% من الأعراق الأخرى و2.52% من عرقين مختلطين أو أكثر و36.75% من الهسبانيون أو اللاتينيون من أي عرق.
بلغ عدد الأسر 9,957 أسرة كانت نسبة 36.7% منها لديها أطفال تحت سن الثامنة عشر تعيش معهم، وبلغت نسبة الأزواج القاطنين مع بعضهم البعض 52.1% من أصل المجموع الكلي للأسر، ونسبة 13.1% من الأسر كان لديها معيلات من الإناث دون وجود شريك، بينما كانت نسبة 4.6% من الأسر لديها معيلون من الذكور دون وجود شريكة وكانت نسبة 30.2% من غير العائلات. تألفت نسبة 26.6% من أصل جميع الأسر من عدة أفراد يعيشون في نفس المنزل ونسبة 12% كانت تتألف من شخص يعيش بمفرده يبلغ من العمر 65 عاماً أو أكثر. وبلغ متوسط حجم الأسرة المعيشية 2.51، أما متوسط حجم العائلات فبلغ 3.03.
بلغ العمر الوسطي للسكان 37.7 عاماً. وكانت نسبة 27% من القاطنين تحت سن الثامنة عشر، وكانت نسبة 8.3% بين الثامنة عشر والرابعة والعشرين عاماً، ونسبة 24.2% كانت واقعةً في الفئة العمرية ما بين الخامسة والعشرين والرابعة والأربعين عاماً، ونسبة 22.3% كانت ما بين الخامسة والأربعين والرابعة والستين، ونسبة 15.7% كانت ضمن فئة الخامسة والستين عاماً فما فوق. يوجد لكل 100 أنثى 92.6 ذكر، ويوجد لكل 100 أنثى في الثامنة عشر من عمرها فما فوق 88.6 ذكر.
بلغ متوسط دخل الأسرة في المدينة 30,658 دولارًا، أما متوسط دخل العائلة فبلغ 35,640 دولارًا. وكان متوسط دخل الذكور 31,214 دولارًا مقابل 19,228 دولارًا للإناث. وسجل دخل الفرد الخاص بالمدينة 16,496 دولارًا. وكانت نسبة 13.1% من العائلات ونسبة 16.5% من السكان تحت خط الفقر، وكان من هؤلاء نسبة 21.8% تحت سن الثامنة عشر ونسبة 11.2% في الخامسة والستين من العمر وما فوق.

### تعداد عام 2010
بلغ عدد سكان كارلسباد 26,138 نسمة بحسب تعداد عام 2010، وبلغ عدد الأسر 10,257 أسرة وعدد العائلات 6,898 عائلة مقيمة في المدينة. في حين سجلت الكثافة السكانية 320.5 نسمة لكل كيلومتر مربع (830.1/ميل2). وبلغ عدد الوحدات السكنية 11,243 وحدة بمتوسط كثافة قدره 137.9 لكل كيلومتر مربع (357.2/ميل2).
وتوزع التركيب العرقي للمدينة بنسبة 77.42% من البيض و1.91% من الأمريكيين الأفارقة و1.28% من الأمريكيين الأصليين و1% من الأمريكيين ذوي الأصول الآسيوية و0.05% من سكان جزر المحيط الهادئ و15.28% من الأعراق الأخرى و3.06% من عرقين مختلطين أو أكثر و42.49% من الهسبانيون أو اللاتينيون من أي عرق.
بلغ عدد الأسر 10,257 أسرة كانت نسبة 34.3% منها لديها أطفال تحت سن الثامنة عشر تعيش معهم، وبلغت نسبة الأزواج القاطنين مع بعضهم البعض 46% من أصل المجموع الكلي للأسر، ونسبة 14% من الأسر كان لديها معيلات من الإناث دون وجود شريك، بينما كانت نسبة 7.2% من الأسر لديها معيلون من الذكور دون وجود شريكة وكانت نسبة 32.7% من غير العائلات. تألفت نسبة 28.1% من أصل جميع الأسر من عدة أفراد يعيشون في نفس المنزل ونسبة 11.4% كانت تتألف من شخص يعيش بمفرده يبلغ من العمر 65 عاماً أو أكثر. وبلغ متوسط حجم الأسرة المعيشية 2.50، أما متوسط حجم العائلات فبلغ 3.03.
بلغ العمر الوسطي للسكان 37.6 عاماً. وكانت نسبة 25.6% من القاطنين تحت سن الثامنة عشر، وكانت نسبة 9% بين الثامنة عشر والرابعة والعشرين عاماً، ونسبة 23.8% كانت واقعةً في الفئة العمرية ما بين الخامسة والعشرين والرابعة والأربعين عاماً، ونسبة 26.1% كانت ما بين الخامسة والأربعين والرابعة والستين، ونسبة 15.6% كانت ضمن فئة الخامسة والستين عاماً فما فوق. وتوزع التركيب الجنسي للسكان بنسبة 49.1% ذكور و50.9% إناث.

## المناخ
يظهر الجدول التالي التغييرات المناخية على مدار السنة لكارلسباد:
| البيانات المناخية لـكارلسباد      | البيانات المناخية لـكارلسباد | البيانات المناخية لـكارلسباد | البيانات المناخية لـكارلسباد | البيانات المناخية لـكارلسباد | البيانات المناخية لـكارلسباد | البيانات المناخية لـكارلسباد | البيانات المناخية لـكارلسباد | البيانات المناخية لـكارلسباد | البيانات المناخية لـكارلسباد | البيانات المناخية لـكارلسباد | البيانات المناخية لـكارلسباد | البيانات المناخية لـكارلسباد | البيانات المناخية لـكارلسباد |
| الشهر                             | يناير                        | فبراير                       | مارس                         | أبريل                        | مايو                         | يونيو                        | يوليو                        | أغسطس                        | سبتمبر                       | أكتوبر                       | نوفمبر                       | ديسمبر                       | المعدل السنوي                |
| --------------------------------- | ---------------------------- | ---------------------------- | ---------------------------- | ---------------------------- | ---------------------------- | ---------------------------- | ---------------------------- | ---------------------------- | ---------------------------- | ---------------------------- | ---------------------------- | ---------------------------- | ---------------------------- |
| الدرجة القصوى °ف (°م)             | 88 (31)                      | 100 (38)                     | 98 (37)                      | 101 (38)                     | 109 (43)                     | 114 (46)                     | 111 (44)                     | 110 (43)                     | 106 (41)                     | 101 (38)                     | 97 (36)                      | 86 (30)                      | 114 (46)                     |
| متوسط درجة الحرارة الكبرى °ف (°م) | 58 (14)                      | 64 (18)                      | 72 (22)                      | 79 (26)                      | 87 (31)                      | 95 (35)                      | 96 (36)                      | 94 (34)                      | 88 (31)                      | 79 (26)                      | 68 (20)                      | 59 (15)                      | 78 (26)                      |
| متوسط درجة الحرارة الصغرى °ف (°م) | 28 (−2)                      | 32 (0)                       | 38 (3)                       | 46 (8)                       | 56 (13)                      | 64 (18)                      | 68 (20)                      | 66 (19)                      | 59 (15)                      | 47 (8)                       | 35 (2)                       | 28 (−2)                      | 47 (9)                       |
| أدنى درجة حرارة °ف (°م)           | −16 (−27)                    | −13 (−25)                    | 8 (−13)                      | 23 (−5)                      | 31 (−1)                      | 43 (6)                       | 50 (10)                      | 48 (9)                       | 29 (−2)                      | 21 (−6)                      | −1 (−18)                     | −4 (−20)                     | −16 (−27)                    |
| الهطول إنش (مم)                   | 0.44 (11)                    | 0.51 (13)                    | 0.25 (6.4)                   | 0.57 (14)                    | 1.26 (32)                    | 1.65 (42)                    | 1.72 (44)                    | 2.05 (52)                    | 2.90 (74)                    | 1.37 (35)                    | 0.74 (19)                    | 0.64 (16)                    | 14.11 (358)                  |
| المصدر: weather.com               |                              |                              |                              |                              |                              |                              |                              |                              |                              |                              |                              |                              |                              |

## معرض صور

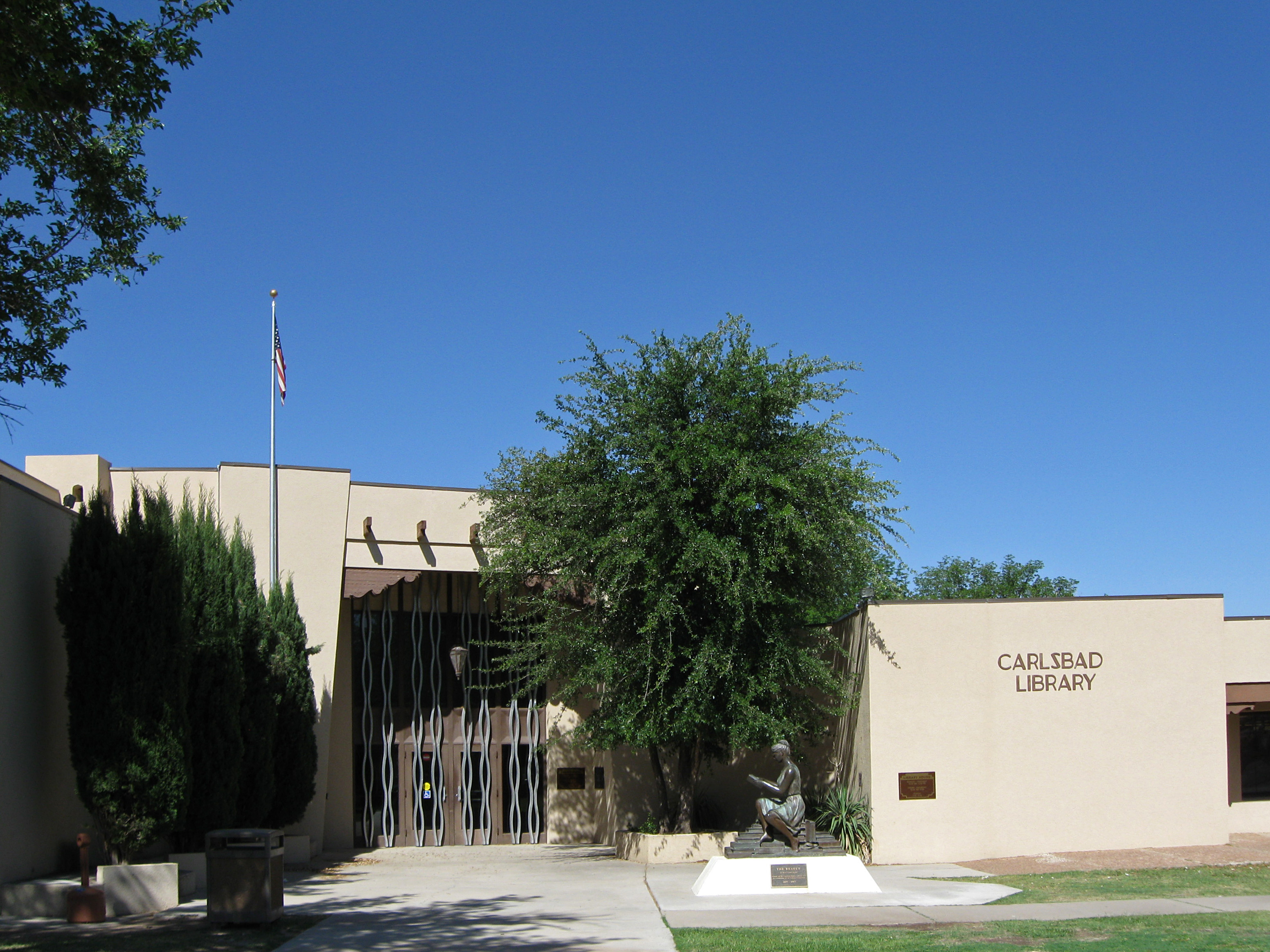
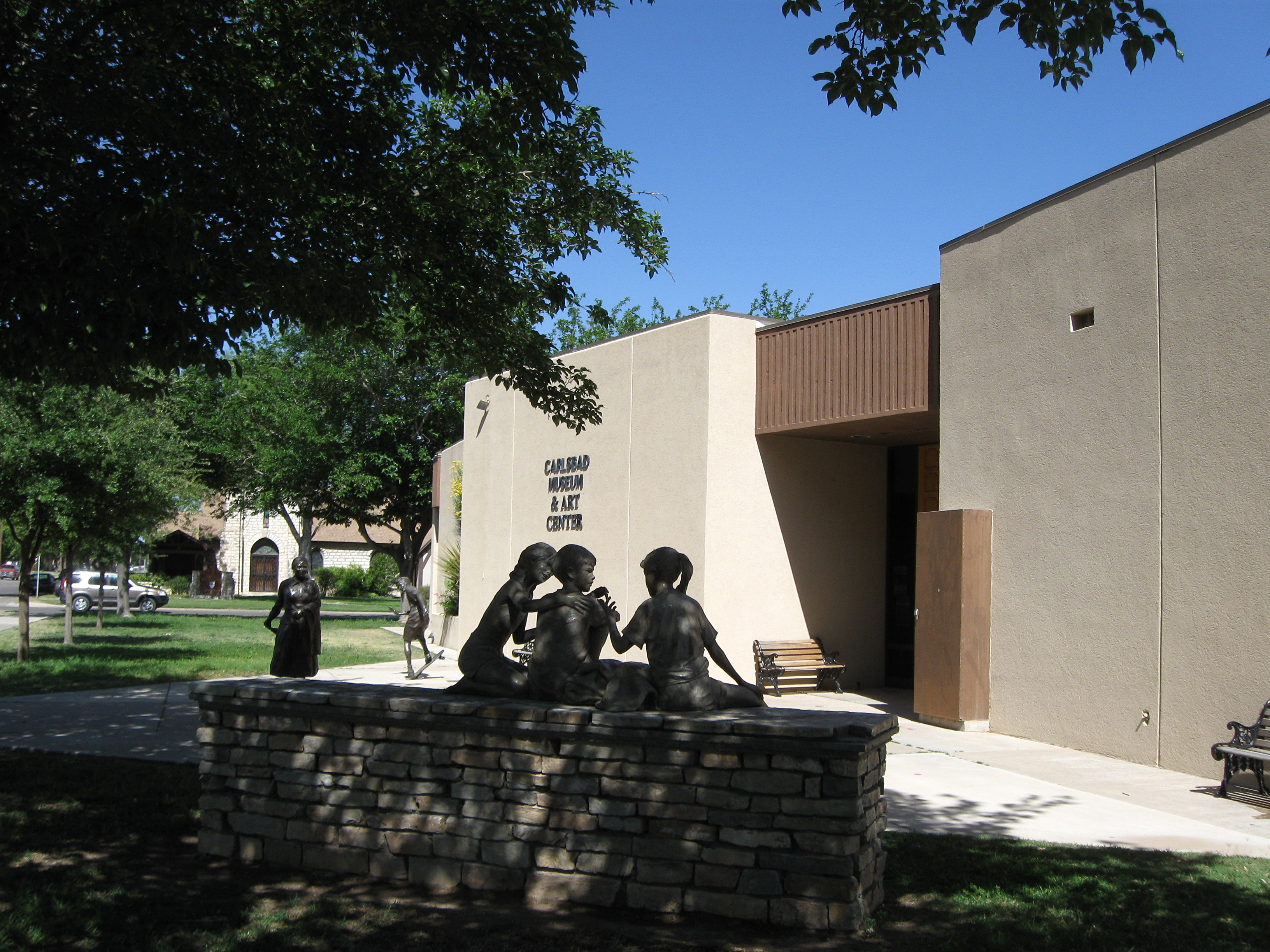
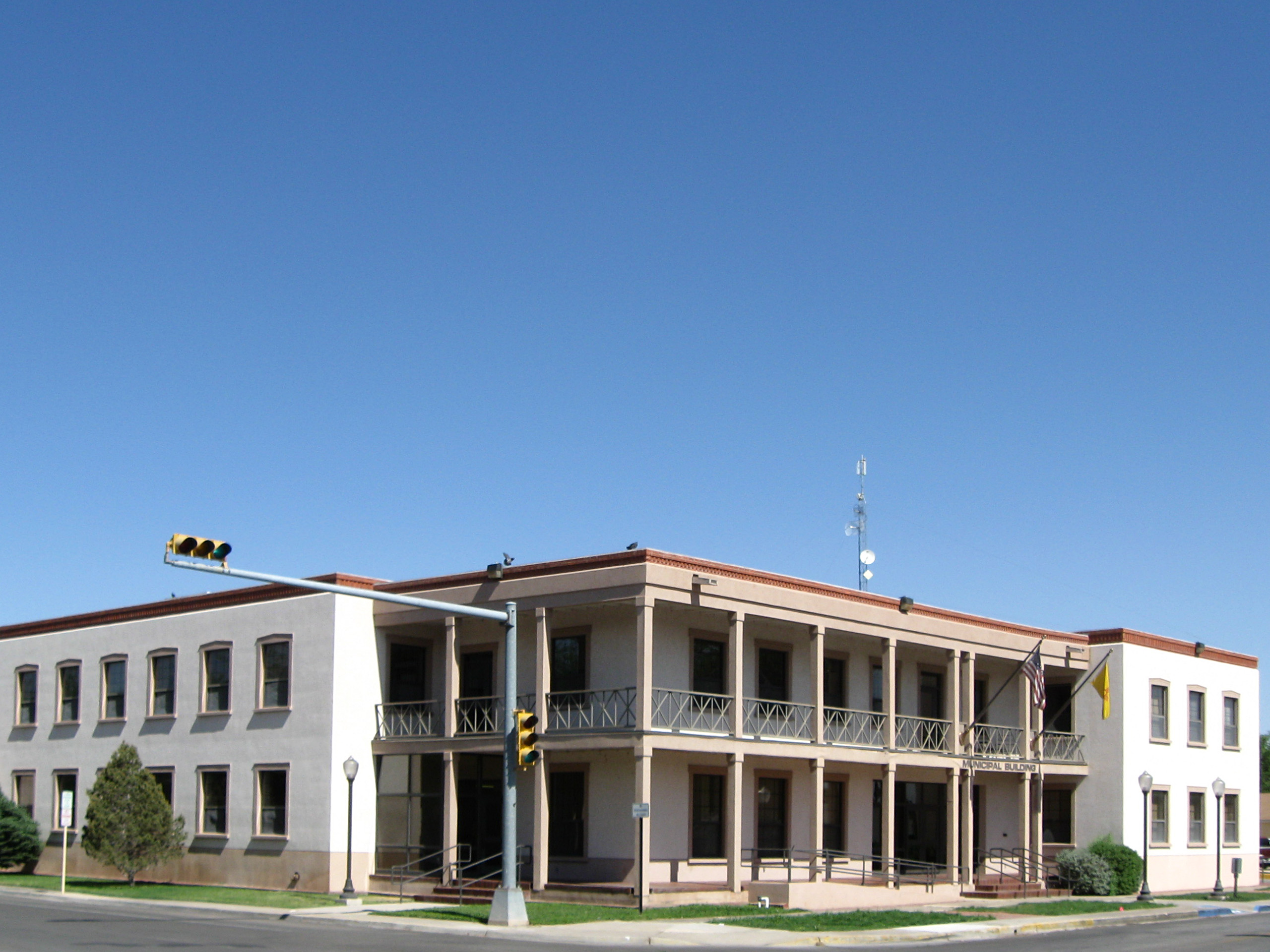

## أعلام
- بروس كابوت
- ساندرا أدير
- جيمي فريمان
- بوب كلارك
- روبرت لايت
- باري سادلر
- ويليام هنري اندروز
- مارك جاكسون
- جيمس لاركن وايت